# De Havilland Australia DHA-3 Drover
DHA-3 Drover — лёгкий многоцелевой самолёт, разработанный австралийской фирмой de Havilland Australia.

## История
Проектные работы над DHA-3 начались в 1946 году после того, как DHA определила необходимость замены биплана de Havilland Dragon. За основу был взят британский de Havilland Dove. Опытный образец поднялся в воздух 23 января 1948 г. Производство самолётов началось в 1949 году. Всего до 1953 г. было построено 20 самолётов. 
Самолёт эксплуатировался в гражданских авиакомпаниях Австралии (в том числе Qantas), Фиджи, Вануату и Новой Зеландии, а также эксплуатировался Вооружёнными силами Австралии, департаментом гражданской авиации и в качестве санитарного самолёта. 
de Havilland Australia DHA-3 Drover эксплуатировался до 1960-х годов. Последний построенный экземпляр был модифицирован в конце 1960-х годов как сельскохозяйственный самолёт. В начале 2000-х сохранились восемь самолётов, три из которых пригодны для полётов. Некоторые экземпляры хранятся в музеях Австралии.

## Технические характеристики
- Размах крыла, м: 17,37
- Длина самолёта, м: 11,13
- Высота самолёта ,м: 3,28
- Площадь крыла, м²: 30,19
- Масса пустого снаряжённого самолёта, кг: 1860
- Максимальная взлётная масса, кг: 2948
- Тип двигателя: Avco Lycoming О-360-А1А
- Мощность, л.с.: 3 × 180
- Максимальная скорость, км/ч: 254
- Крейсерская скорость, км/ч: 225
- Практическая дальность, км: 1448
- Практический потолок, м: 6095
- Экипаж: 1
- Полезная нагрузка: 7 пассажиров или двое медиков + двое пациентов на носилках